# فایتون

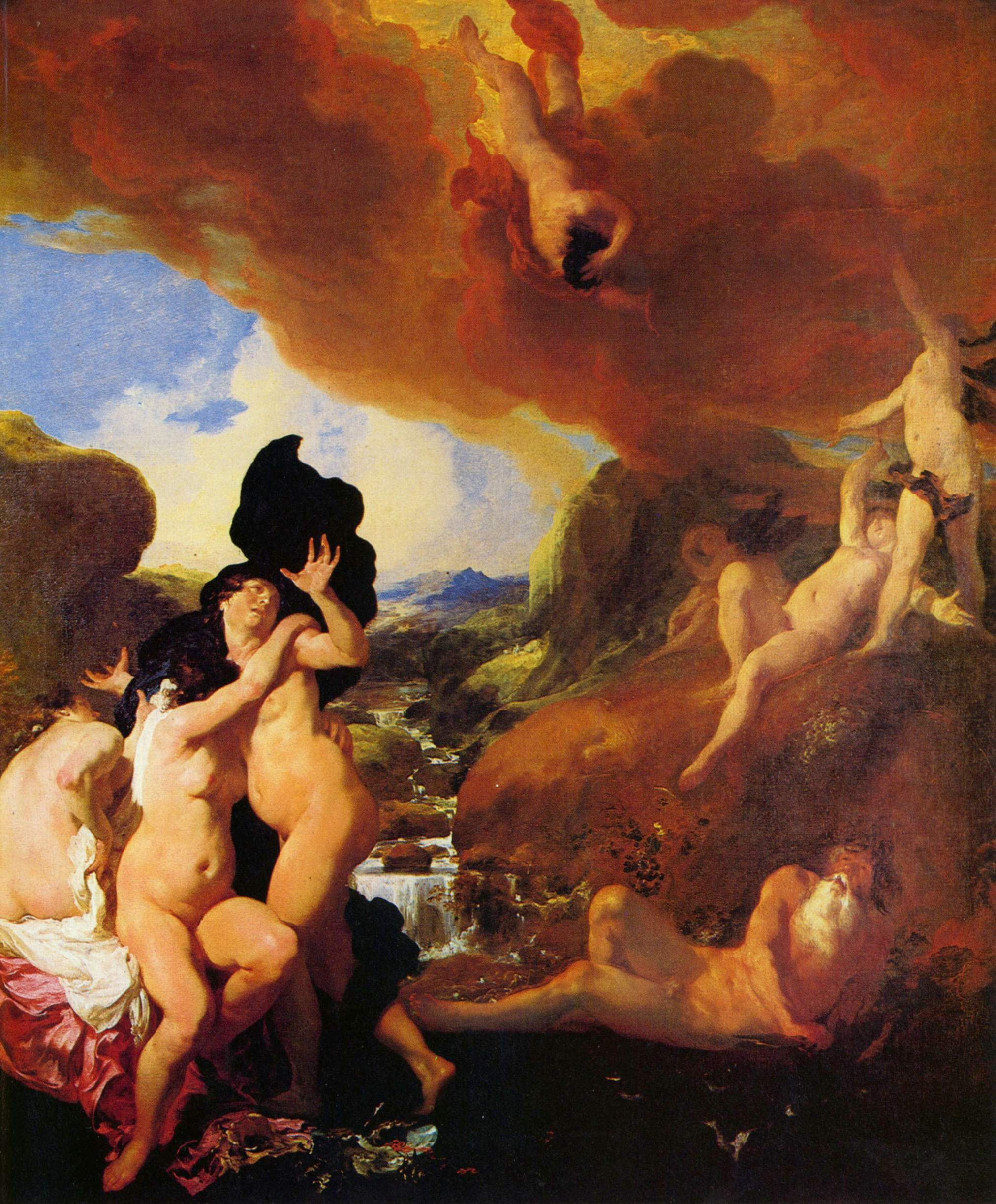
تابلوی سقوط فائِتون، یوهان لیس، اوایل قرن هفدهم میلادی

فائِتون یا فایِتون (به یونانی: Φαέθων به معنی «درخشنده»، به انگلیسی: Phaëton)، نام فرزند هلیوس (فوبوس) است. فائِتون از مادرش کلایمین می‌خواهد به او اطمینان دهد در مورد پدرش راست می‌گوید که پدرش، هلیوس، خدای خورشید است. مادرش از از او می‌خواهد که خود از پدرش بپرسد. وقتی فائِتون با پدرش صحبت می‌کند، پدرش به او اطمینان می‌دهد که خدای خورشید است. فائِتون هم از او می‌خواهد برای اثبات، به مدت یک روز ارابهٔ خورشید را به او بدهد و پدرش هم می‌پذیرد. فائِتون کنترل ارابه را از دست می‌دهد و جهان را خطر نابودی فرا می‌گیرد. زئوس هم به ناچار برای نجات دنیا ارابه را با صاعقه ای منهدم می‌کند و این صاعقه جان فائِتون را هم می‌گیرد.
ویل دورانت دربارهٔ فایتون می‌نویسد:
فایتون به معنی درخشان، پسر هلیوس، ارابهٔ آتشین را چنان بی باکانه راند که نزدیک بود جهان را بسوزاند. صاعقه به او اصابت کرد و به دریایش افکند. شاید مفاد این افسانه، مانند افسانه ایکاروس اخطاری باشد به جوانان سرکش.
در فرهنگ معین، "فایتون" به معنی درشکه به کار رفته‌است.